# Refinería de La Rábida
La refinería de La Rábida es un complejo petroquímico que situado en el Polo Químico de Huelva, dentro del término municipal de Palos de la Frontera, en la provincia de Huelva (España). Las instalaciones están operadas por la empresa Cepsa y cuentan con una extensión de 270 hectáreas. 
La refinería, que fue inaugurada originalmente en 1967 por un consorcio hispano-norteamericano, es operada en la actualidad por la empresa Cepsa. En su recinto se elaboran desde productos energéticos a materias primas para el refino y la industria química, entre los cuales sobresalen: gasolinas, fuelóleos, bencenos, querosenos, naftas, asfaltos, ciclohexanos, butanos o lubricantes. El complejo está muy ligado con otras instalaciones del Polo Químico, para los cuales constituye una fuente de materias primas. Así mismo, la refinería se encuentra enlazada con la red ferroviaria general a través de un ramal. 

## Historia
En 1964 el régimen franquista designó a la ciudad de Huelva como zona de desarrollo industrial, dando inicio a lo que años después se acabaría configurando como el Polo Químico de Huelva. También en ese mismo año el Estado autorizó la construcción de una refinería petrolífera en aquella zona. La «Rio Gulf Corporation», un consorcio formado en un 60 % por la Compañía Española de Minas de Río Tinto y en un 40 % por la norteamericana Gulf Oil Corporation, puso en marcha la construcción de las instalaciones en el término municipal de Palos de la Frontera. La refinería de La Rábida se inauguró el 4 de abril de 1967, disponiendo de una capacidad de producción de unos 2 millones de Tm. En 1970 las instalaciones pasaron a estar bajo la égida del grupo Unión Explosivos Río Tinto (ERT).
En los años posteriores a su entrada en servicio se fueron añadiendo nuevas instalaciones según las necesidades industriales y de producción. Este fue el caso de la planta petroquímica (1970), la planta de aceites lubricantes (1974), la unidad de Ciclohexano II (1976), etc. Se articuló así un complejo industrial que ocupaba un espacio de 2 370 000 metros cuadrados, con las instalaciones conectadas entre sí mediante una red de tuberías aéreas y subterráneas. En 1989 la gestión de la refinería pasó a manos de Ertoil, una filial del holding Ercros. Dos años después el complejo de La Rábida quedó bajo la égida del grupo Cepsa tras la adquisición de Ertoil por este. Bajo Cepsa se realizaron importantes inversiones de cara a ampliar la producción industrial. Dichos trabajos permitieron que para el año 2010 las instalaciones hubiesen visto aumentada la capacidad total de refinado hasta los 9,5 millones de toneladas anuales. Así mismo, se pusieron en marcha nuevas plantas químico-industriales.